# Агуас-Буэнас (Пуэрто-Рико)
Агуас-Буэнас (исп. Aguas Buenas ) — муниципалитет в Пуэрто-Рико, США. Население составляет 24 223 чел(2020 г)

## География
Расположен в предгорьях горного хребта Сьерра-де-Кайей, являющегося отрогом Кордильеры-Сентраль.

#### Ураган Мария
Ураган «Мария» 20 сентября 2017 года спровоцировал многочисленные оползни в Агуас-Буэнас.

## Туризм и достопримечательности
К достопримечательностям Агуас-Буэнаса относятся:
- Развлекательный центр La Charca
- Пещеры Агуас-Буэнас
- Улица Эль-Мирадор
- Луис А. Ферре Плаза
- Ратуша
- Дом лекций
- Дом Христа-Искупителя
- Загородный клуб Jagüeyes
- Монте Ла Тиса
- Пожарная часть Максимилиано Мерсед
- Бейсбольный парк Хуана Ньевеса Котто

## Культура

### Виды спорта
В Агуасе Буэнасе есть любительская бейсбольная команда «Тигры».

### Фестивали и культурные события
Агуас-Буэнас празднует фестиваль своего покровителя в сентябре. The Fiestas Patronales Nuestra Señora de la Monserrate — религиозный и культурный праздник, который как правило, включает парады, аттракционы, блюда региональной кухни, а также развлекательные программы.
В число других фестивалей и мероприятий, проводимых в Агуас-Буэнасе, входят Фестиваль Сальсы, Бомбы и Плена, проводимые в конце лета, Сельскохозяйственный фестиваль, проводимый в мае, и Фестиваль Folklórico de Campo y Pueblo, проводимый в январе. Ежегодный карнавал проводится в марте.

## Экономика
В окрестностях города кофейные плантации.

## Демография
| 1900 | 1910 | 1920  | 1930  | 1940  | 1950  | 1960  | 1970  | 1980  | 1990  | 2000  | 2010  |
| ---- | ---- | ----- | ----- | ----- | ----- | ----- | ----- | ----- | ----- | ----- | ----- |
| 7977 | 8292 | 10741 | 12885 | 14671 | 15565 | 17034 | 18600 | 22429 | 25424 | 29032 | 28659 |

## Образование
В Агуас-Буэнасе около 14 государственных школ. Как и во всех других муниципалитетах, образованием занимается Министерство образования Пуэрто-Рико.